# 紐冰川

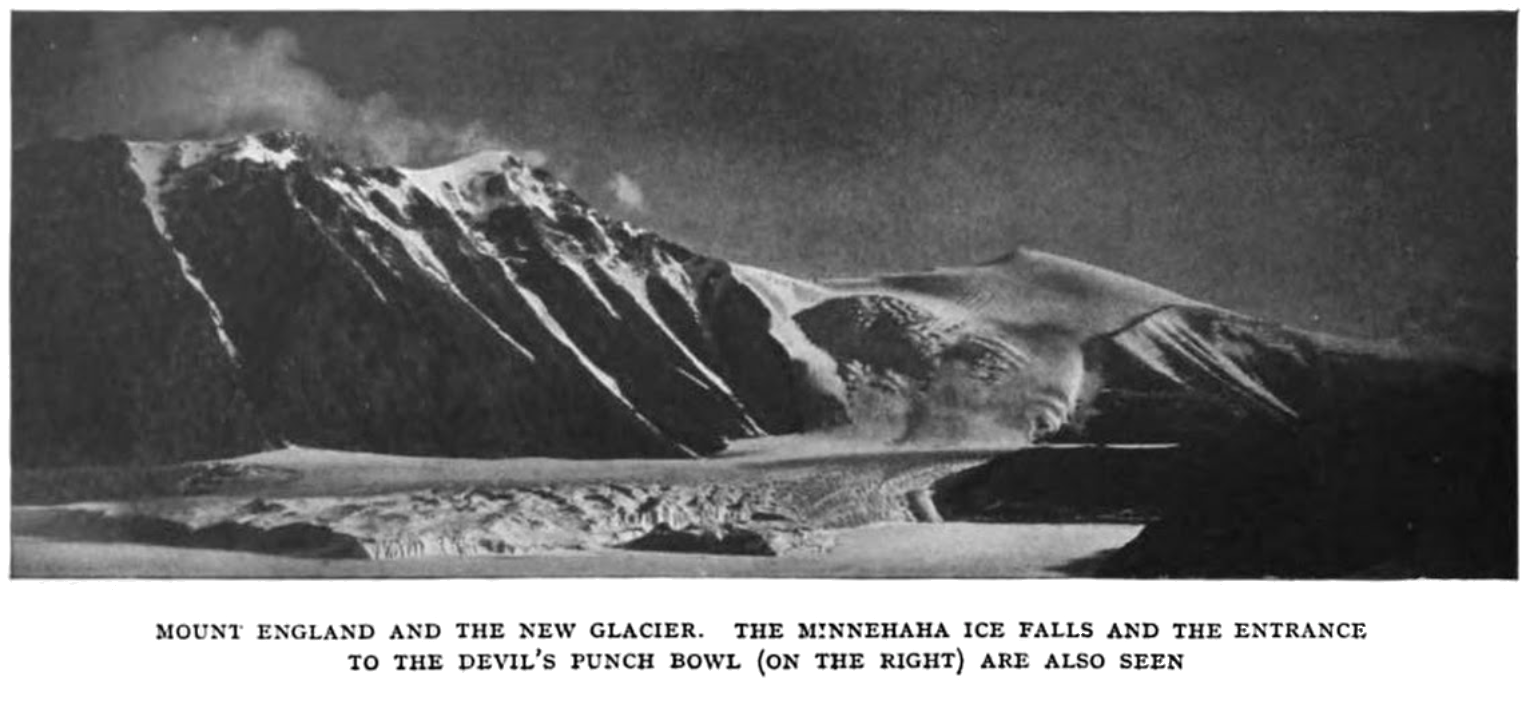
纽冰川和英格兰山

77°2′S 162°24′E / 77.033°S 162.400°E
紐冰川（
英語：），是南極洲的冰川，位於維多利亞地的斯科特海岸，最終在英格蘭山以北注入格蘭納特港西南端，由英國探險隊繪入地圖和命名，現時由南極條約體系管理。